# AEO-certificaat
Het AEO-Certificaat (Authorised Economic Operator) is een certificaat dat door de Douane wordt afgegeven aan bedrijven die internationaal actief zijn. Een AEO certificaat biedt bedrijven voordelen in het internationale handelsverkeer, zo worden ze bijvoorbeeld minder streng gecontroleerd bij grensoverschrijdende handel waardoor het oponthoud bij grenzen afneemt. Om de status van Authorised Economic Operator te krijgen moet een bedrijf aan een aantal veiligheidscriteria voldoen. Deze criteria zijn gebaseerd op het Communautair Douanewetboek en de bijpassende toepassingsverordeningen.
Er zijn drie soorten AEO-certificaten:
- certificaat AEO-douanevereenvoudigingen
- certificaat AEO-veiligheid
- gecombineerd certificaat douanevereenvoudigingen/veiligheid

De mate waarin een bedrijf faciliteiten krijgt bij controle is afhankelijk van het soort certificaat.
Het certificaat is in de hele Europese Unie geldig.

## Ontstaan AEO-certificaat
Na de aanslagen in New York op 11 september 2001 is de internationale aandacht voor veiligheid toegenomen, hierdoor gelden er strengere veiligheidsregels voor internationaal verkeer. Die strengere regels gelden voor personen en bedrijven. Zo mogen personen bijvoorbeeld geen vloeistoffen of spuitbussen meer meenemen in het vliegtuig. Ook voor het internationale bedrijfsleven gelden strengere regels. Die regels leidden ertoe dat bedrijven die internationaal actief zijn bij een grensovergang strenger gecontroleerd worden en dat kan extra tijd kosten. Sinds september 2007 kent de Europese Unie het AEO-certificaat. Bedrijven die aan de voorwaarden voor zo'n certificaat voldoen worden minder streng gecontroleerd, hierdoor zijn ze minder tijd kwijt bij grensoverschrijdende handel. Bij een AEO-certificaat heeft de Douane vooraf gecontroleerd of een bedrijf betrouwbaar is.

## Voordelen AEO-certificaat
Sinds de introductie van het AEO-certificaat kent de douane twee goederenstromen: goederen van gecertificeerde bedrijven en goederen van niet-gecertificeerde bedrijven. De faciliteiten die samenhangen met het AEO-certificaat zijn:
- minder fysieke- en documentcontrole
- voorrang bij controles
- de houder van een certificaat kan vragen of een controle op een bepaalde plaats kan plaatsvinden

Vanaf 1 juli 2009 krijgen de houders van de certificaten Veiligheid en het gecombineerde certificaat Douanevereenvoudigingen en Veiligheid extra faciliteiten:
- ze krijgen vooraf een kennisgeving over controles
- ze hoeven minder gegevens te verstrekken in aangiftes

## Aanvraag certificaat
De aanvraag van een AEO-certificaat moet worden ingediend bij de Douane. Voordat de aanvraag ingediend wordt dient de aanvrager een self-assessment te hebben gedaan, waarbij het bedrijf zichzelf op risico's beoordeelt.
De Douane toetst de aanvraag vervolgens op onder andere de volgende punten:
- Het self-assessment door het bedrijf
- Informatie uit eerdere vergunningaanvragen
- Reeds behaalde (veiligheids)certificaten zoals ISO 9001, 14001 etc.
- Ervaringen met de aanvrager in het verleden
- Een (eventueel) bedrijfsbezoek.